# Schizodactylus monstrosus
Schizodactylus monstrosus is een rechtvleugelig insect uit de familie Schizodactylidae. De wetenschappelijke naam van deze soort is voor het eerst geldig gepubliceerd in 1770 door Drury.